# William M. Garland (Unternehmer)

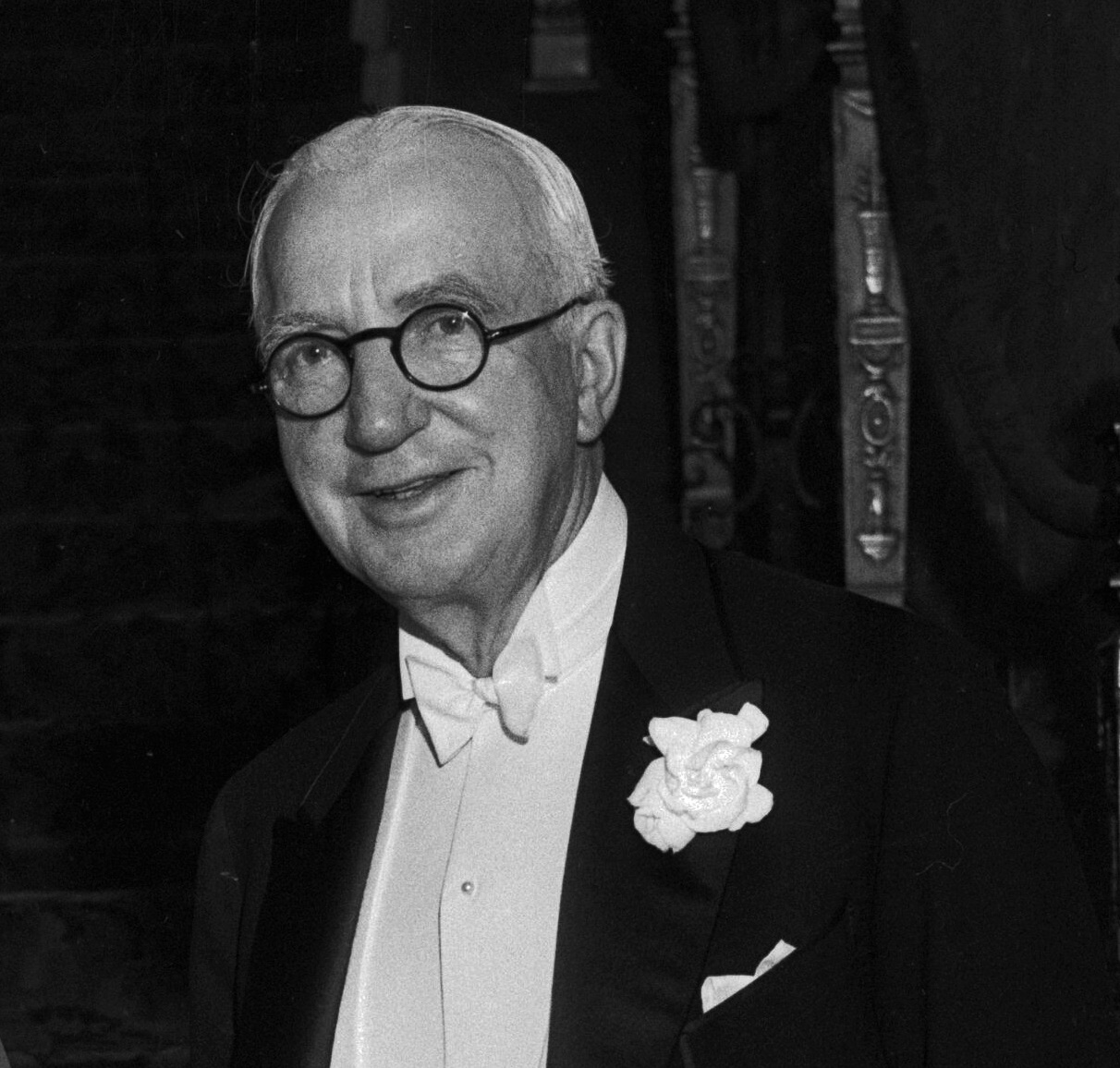
William M. Garland (um 1934)

William May Garland (* 31. März 1866 in Westport Island, Maine; † 26. September 1948 in Monterey, Kalifornien) war ein US-amerikanischer Unternehmer, Grundstücksmakler, Mitglied des Internationalen Olympischen Komitees und Präsident des Organisationskomitees der Olympischen Spiele 1932 in Los Angeles, die erstmals in der olympischen Geschichte mit einem finanziellen Gewinn abschlossen.

## Leben
1890 zog Garland nach Los Angeles, wo er zunächst als Buchhalter der Straßenbahngesellschaft (Pacific Cable Railway Company) arbeitete, ehe er sich 1894 mit einer Immobiliengesellschaft selbständig machte. Er war der einzige Immobilienmakler, der als Präsident der National Association of Real Estate Boards wiedergewählt wurde. Im Ersten Weltkrieg arbeitete er im amerikanischen Verteidigungsministerium und soll durch seine Geschicklichkeit der Regierung Millionen von Dollar gespart haben beim Kauf und Verkauf von Immobilien für Kasernen und Truppenübungsplätzen. Nach dem Krieg war er Oberst (Colonel) in der Heimatreserve Kaliforniens. Er wurde dreimal zum Präsidenten der Immobilienmakler Südkaliforniens gewählt und war auch Präsident der Industrie- und Handelskammer Kaliforniens. Er war in der Partei der Republikaner aktiv und über 20 Jahre Mitglied der National Convention. Ihm wurde die Kandidatur für das Bürgermeisteramt von Los Angeles angetragen, was er aber ablehnte. Er verdiente ein Vermögen durch die Entwicklung und den Verkauf von Grundstücken am Wilshire Boulevard, der das Zentrum von Los Angeles mit Beverly Hills, Westwood und Santa Monica verbindet. Er war Mitglied des Los Angeles Board of Education, dem Public Library Board und Präsident der Los Angeles Art Association. Diese Immobiliengesellschaft gibt es noch heute.

## Mitglied des Internationalen Olympischen Komitees
Garland war Vorsitzender des Los Angeles Athletic Club, den er in Analogie zum New York Athletic Club als gesellschaftlichen Mittelpunkt in Südkalifornien ausbaute. Er selbst engagierte sich vor allem im Tennis und Golf und wertete durch mehrere Golfplätze seine Immobilien auf. Garland reiste zwischen 1919 und 1923 sechs Mal auf eigene Kosten nach Europa, um das IOC als Lobbyist zu bewegen, die Olympischen Spiele 1924 oder 1928 nach Los Angeles zu vergeben. 1922 machte das IOC ihm zum Mitglied, was er bis kurz vor seinem Tod 1948 blieb. Ungewöhnlich früh, bereits 1923, wurden die Spiele von 1932 nach Los Angeles vergeben. Schon beim Olympischen Kongress 1923 überzeugte er das IOC, spätere Olympische Spiele in Los Angeles, damals eine kleine Stadt am Ende der Welt, durchzuführen. Garland sorgte für den Bau des Olympiastadions, des Los Angeles Memorial Coliseum, das 1984 mit nur wenigen Umbauten erneut verwendet werden konnte. Er errichtete mit seiner Firma erstmals ein olympisches Dorf (für 1400 männliche Teilnehmer, weibliche übernachteten im Hotel), dessen Häuser er nach der extrem preiswerten Erstbenutzung durch die Sportler mit Gewinn verkaufte. Obwohl die Spiele in die Weltwirtschaftskrise fielen, waren sie die ersten, die einen finanziellen Gewinn abwarfen: Garland hatte kurzfristig die Eintrittspreise halbiert und so die größte Zuschauerzahl angelockt, die bis dahin Olympische Spiele besucht hatten. Über diesen Gewinn von einer Million Dollar verklagten ihn Avery Brundage und das Amerikanische Olympische Komitee (AOC). Er gewann jedoch den Prozess, da sich das AOC zuvor nicht am Risiko beteiligt hatte. Das IOC kooptierte auch seinen Sohn John J. Garland (1902–1968) als Mitglied.

## Auszeichnungen
- Leopoldsorden (Belgien)
- Offizier des Ordens des Weißen Löwen (Tschechoslowakei)
- Ritter der Ehrenlegion (Frankreich)
- Roter Adlerorden (Preußen/Deutschland)
- Offizier des Ordens der Krone von Italien (Italien)
- Kommandeur des Ordens von Oranien-Nassau (Niederlande)
- Offizier des Nordstern-Ordens (Schweden)
- Kommandeur des Ordens Polonia Restituta (Polen)
- Aufnahme in die Southern California Tennis Hall of Fame.